# Aphelinoidea accepta
Aphelinoidea accepta är en stekelart som beskrevs av Alexandre Arsène Girault 1938. Aphelinoidea accepta ingår i släktet Aphelinoidea och familjen hårstrimsteklar. Inga underarter finns listade i Catalogue of Life.